# Office of Personnel Management
L’United States Office of Personnel Management (OPM) est une agence indépendante du gouvernement des États-Unis responsable de la fonction publique du gouvernement fédéral des États-Unis. Sa mission consiste à « recruter, conserver et honorer une ressource humaine de niveau mondial dans le but de servir le peuple américain ».

## Histoire
En juin 2015, l'OPM annonce qu'il a découvert en avril 2015 une intrusion informatique exécutée un an plus tôt, ce qui a mené au vol de données touchant 4 millions d'employés passés et actuels du gouvernement fédéral des États-Unis. Le 9 juillet 2015, l'OPM augmente le nombre d'employés touchés à 21,5 millions, incluant le personnel soumis à des vérifications des antécédents.
En 2025, plusieurs médias américains rapportent que des proches d'Elon Musk qui dirige le Département de l'Efficacité gouvernementale, auraient pris le contrôle de l’organisation fédérale. Ils auraient ainsi accès à des informations sensibles comme les « noms, adresses, numéro de Sécurité sociale, etc., de tous les employés fédéraux ».

### Citations originales
1. ↑  (en) « Recruiting, Retaining and Honoring a World-Class Force to Serve the American People »